# Stanisław Góra
Stanisław Góra (ur. 3 marca 1931 w Małym Tarpanie, zm. 28 marca 1996 w Szczecinie) – polski specjalista z dziedziny elektroenergetyki, wykładowca na Politechnice Śląskiej, Poznańskiej, Lubelskiej, Gdańskiej i Szczecińskiej.

## Życiorys
Stanisław Góra urodził się 3 marca 1931 w Małym Tarpanie, w rodzinie inteligenckiej. Rozpoczął studia na Wydziale Elektrycznym Politechniki Gdańskiej, które ukończył w roku 1955. Jeszcze podczas studiów procował w Wojewódzkim Biurze Projektów w Gdańsku, a potem w Biurze Studiów i Projektów Energetycznych „Energoprojekt” w Warszawie. Pracował także w Katedrze Elektroenergetyki Politechniki Gdańskiej.
W roku 1959 uzyskał stopień doktora, a w roku 1965 doktora habilitowanego. W roku 1965 został docentem w Instytucie Elektroenergetyki na Wydziale Elektrycznym Politechniki Poznańskiej. W późniejszym okresie został prodziekanem tego Wydziału, a w roku 1973 został mianowany profesorem nadzwyczajnym.
W roku 1975 Stanisław Góra rozpoczął pracę na Wydziale Elektrycznym Politechniki Lubelskiej, gdzie pracował do 1991 roku. W latach 1981–1983 wykładał w Algierii, na Uniwersytecie Technicznym. W roku 1992 rozpoczął pracę na Wydziale Elektrycznym Politechniki Szczecińskiej. Ponadto jest on też autorem wielu publikacji z dziedziny elektrotechniki.
Stanisław Góra zmarł 28 marca 1996 roku w Szczecinie. Został pochowany na cmentarzu w Baranowie.